# Cremastus lepidus
Cremastus lepidus är en stekelart som beskrevs av Dasch 1979. Cremastus lepidus ingår i släktet Cremastus och familjen brokparasitsteklar. Inga underarter finns listade i Catalogue of Life.